# Emblema (album)
Emblema è un album del cantante siciliano Gianni Celeste, cantato in lingua napoletana, pubblicato nel 2007.

## Tracce
1. È andata
2. Che si' pe' mme
3. In un attimo
4. 'E pparole
5. Lei è cambiata
6. Cosa resterà
7. Lo credevo amore
8. Senza ambiguità
9. Io stanotte
10. Doppio gioco